# Przybyradz, Hạt Koszalin
Przybyradz [pʂɨˈbɨrat͡s] là một khu định cư ở khu hành chính của Gmina Będzino, thuộc quận Koszalin, West Pomeranian Voivodeship, ở phía tây bắc Ba Lan. Nó nằm khoảng 11 kilômét (7 mi) phía đông Będzino, 4 km (2 mi) phía tây bắc Koszalin và 136 km (85 mi) về phía đông bắc của thủ đô khu vực Szczecin.
Trước năm 1945, khu vực này là một phần của Đức. Đối với lịch sử của khu vực, xem Lịch sử của Pomerania.